# Aphaenogaster relicta
Aphaenogaster relicta é uma espécie de inseto do gênero Aphaenogaster, pertencente à família Formicidae.
Fora a subespécie-tipo, possui a subespécie A. relicta epinotaris.